# 日野辰次
日野 辰次（ひの たつじ、1868年4月23日（慶応元年4月1日） - 1926年（大正15年）6月9日）は、日本の政治家。衆議院議員（1期）。

## 経歴
鹿児島県出身。1889年、東京専門学校英語本科卒。鹿児島県会議員、同副議長となり、加治木電気、球磨川電気、大和護謨工業各(株)取締役を務める。
1917年の第13回衆議院議員総選挙において鹿児島県郡部から立憲政友会公認で立候補したが7票差で落選。1920年の第14回衆議院議員総選挙において鹿児島7区から立候補して当選する。衆議院議員を1期務め、1924年の第15回衆議院議員総選挙には立候補しなかった。1926年に死去した。